# 史克威尔艾尼克斯欧洲
史克威尔艾尼克斯有限，以史克威尔艾尼克斯欧洲（Square Enix Europe）从事商业活动，是史克威尔艾尼克斯持有的英国电子游戏软件发行商。史克威尔艾尼克斯欧洲总部位于默頓區温布尔登的温布尔顿楼。
史克威尔艾尼克斯欧洲的前身是现已结业的Eidos plc，是Eidos联合企业的控股公司，其中包括电子游戏发行商Eidos Interactive——负责《正当防卫》、《古墓丽影》和《杀手》等游戏。Eidos plc后来成为史克威尔艾尼克斯有限，以史克威尔艾尼克斯商标，销售发行Eidos Interactive和史克威尔艾尼克斯两方的游戏。在接管Eidos plc后，万代南梦宫游戏将Eidos澳大利亚销售权移交给和史克威尔艾尼克斯有销售协议的育碧澳大利亚。
在史克威尔艾尼克斯收购正式生效的前一天，即2009年4月21日，Eidos股票下市。随着Eidos集团的重组，Eidos plc不再使用，之后所有原Eidos资产都在史克威尔艾尼克斯名下发行。
2022年8月，拥抱者集团完成对史克威尔艾尼克斯欧洲旗下三家游戏开发工作室的收购后，史克威尔艾尼克斯欧洲目前还拥有的业务为：负责和外部开发者合作的Square Enix External Studios，负责发行独立游戏的Square Enix Collective。

## 历史

### Sales Curve Interactive
公司由简·卡瓦纳以“The Sales Curve”为名建立于1988年，最初为发行商Virgin、 Accolade和Ocean开发游戏。The Sales Curve在1990年自己成为发行商，并以“Storm”商标发行游戏直到1993年。公司在1994年公司易名为“Sales Curve Interactive”并以此名称继续发行游戏。1999年公司以“SCI Entertainment Group PLC”为名在伦敦证券交易所发行，股票代号为SEG。
在SCI名义时，公司最畅销的的游戏是《恶煞车手》和《冲突：沙漠风暴》。

### SCI收购Eidos
2005年，SCI获得英国另一游戏公司Eidos Interactive的所有权。自此公司开始以Eidos品牌独占发行游戏。
2006年12月，时代华纳的华纳兄弟娱乐购买了SCI游戏包括其姐妹公司Eidos在内的10.3%股份。两公司交易的一部分还包括，和Eidos约定让华纳兄弟成为其主要美国销售商，提供仓储、物流、采购和媒体购买服务。2008年4月，华纳兄弟娱乐将其股份增加至35%，同时获得了SCI作品在美国、加拿大和墨西哥的销售权。
2007年2月，Eidos关闭了专注于手机游戏的曼彻斯特工作室，并获得了另一间手机游戏公司Rockpool Games及其两间姊妹公司Ironstone Partners和SoGoPlay。
2008年10月27日，SCI废弃了和华纳兄弟“停业”协议。这个自4月起生效的协议规定，直到2009年1月，在未经Eidos母公司同意下，华纳兄弟不能继续收购SCI股份。SCI称其现在允许华纳兄弟毋经协商购买更多股票到2008年12月1日——条件是其持股比例不达到30%。随后SCI股价上涨11%。2008年12月15日，时代华纳购买了Eidos 1000多万的股，占总股的19.92%。
2008年12月3日，SCI改名为Eidos plc，并将伦敦证券交易所的股票代码由SEG改为EID。
2009年1月，他们关闭了Rockpool Games。

### 史克威尔艾尼克斯收购Eidos
2009年2月12日，史克威尔艾尼克斯全资子公司史克威尔艾尼克斯有限，宣布以8,430万英镑（每股32镑）收购Eidos plc。收购到4月22日生效。据史克威尔艾尼克斯总裁和田洋一称，Eidos公司依然独立，“终身CEO”菲尔·罗杰斯依然担任CEO，并只对和田洋一负责。
2009年6月7日，史克威尔艾尼克斯宣布欧洲部门建成，官方名称为史克威尔艾尼克斯欧洲。Eidos之名作为发行商将停止使用，但既存的Eidos Interactive工作室名字将保留。
2009年11月10日，史克威尔艾尼克斯正式宣布，欧洲运营操作与Eidos的一体化已经完成，两项合一为史克威尔艾尼克斯欧洲的名义，并将以史克威尔艾尼克斯有限的公司名称运作。这表示，未来Eidos的作品将以史克威尔艾尼克斯而不再Eidos品牌发行。史克威尔艾尼克斯欧洲将发行所有史克威尔艾尼克斯、Eidos和Taito开发的游戏。其还管理晶体动力、IO Interactive、Beautiful Game Studios、史克威尔艾尼克斯伦敦工作室和Eidos蒙特利尔等工开发工作室的游戏。

### 拥抱者集团收购
2022年5月2日，來自瑞典的欧洲游戏巨头拥抱者集团宣布将从史克威尔艾尼克斯手中收购晶体动力、艺夺蒙特利尔和史克威尔艾尼克斯蒙特利尔三家游戏工作室以及《古墓丽影》系列、《杀出重围》系列、《神偷》、《凯恩的遗产》等相关智慧产权。收购价格大约在3亿美元左右，于2022年8月完成收购。而在出售工作室和相关智慧产权后，史克威尔艾尼克斯欧洲还将继续持有《奇异人生》、《正當防衛》、《先驱者》等游戏系列版权。

## 工作室
现存
- Square Enix External Studios
- Square Enix Collective

已歇业
- Eidos匈牙利 － 位于匈牙利，2005年建立，2009年10月关闭
- Pivotal Games － 位于英国巴斯，2000年3月建立，2003年9月29日由SCi收购，2008年8月22日关闭
- Core Design － 位于英国德比，建立于1996年，2001年7月由Eidos收购，2005年2月9日关闭
- Beautiful Game Studios － 位于英国伦敦，2003年建立，2013年关闭

独立
- IO Interactive － 位于丹麦哥本哈根。1998年建立，2017年被史克威尔艾尼克斯出售，被公司管理层赎回，成为独立的公司。

出售
- 曾持有Rocksteady Studios的25.1%股份，后于2019年华纳兄弟游戏完全收购了所有股份
- 晶体动力 － 位于美国加利福尼亚红木城，1992年建立，1998年购得，2022年出售给拥抱者集团
- Eidos蒙特利尔 － 位于加拿大魁北克蒙特利尔，2007年建立，2022年出售给拥抱者集团
  - Eidos上海 － 位于中国，2008年建立，为Eidos蒙特利尔的上海工作室，2022年出售给拥抱者集团
- 史克威尔艾尼克斯蒙特利尔 － 位于加拿大魁北克蒙特利尔，2012年建立，2022年出售给拥抱者集团